# Corrado Belci
Corrado Belci (Dignano d'Istria, 19 novembre 1926 – Trieste, 3 maggio 2011) è stato un politico e giornalista italiano, parlamentare della Democrazia Cristiana per quattro legislature, dal 1963 al 1979. È stato inoltre direttore del settimanale della DC La Discussione, del quotidiano della DC Il Popolo, e membro del consiglio nazionale e della direzione centrale della DC.

## Biografia

### L'Istria
Nato a Dignano d'Istria il 19 novembre 1926, trascorse la giovinezza a Pola, dove il padre lavorava come commerciante di stoffe. Frequentò da ragazzo gli ambienti dell'Azione cattolica, sebbene non fu mai formalmente iscritto al movimento. Durante gli anni del liceo venne in contatto con don Edoardo Marzari, punto di riferimento nella formazione della classe dirigente di estrazione cattolica a Trieste e in Istria.

### La fine della guerra
Negli ultimi anni trascorsi a Pola, ancora liceale, si avvicinò alla politica. Durante l'occupazione tedesca della città (1943-1945) cominciò a far circolare materiale di propaganda antifascista, ma scelse di non aderire al movimento partigiano, perché era contrario alle posizioni della resistenza jugoslava – assolutamente preponderante in Istria – in merito alla futura appartenenza statale della Venezia Giulia. 
Si accostò alla linea della Democrazia Cristiana sul finire della guerra e decise di fondarne la sezione polesana assieme a Giacomo Santin (fratello del vescovo di Trieste, mons. Antonio Santin) e all'amico Pasquale De Simone. La Dc di Pola poté tuttavia vedere la luce soltanto nell'estate del 1945, principalmente su stimolo di don Marzari, dopo la cessazione della momentanea occupazione jugoslava. Fu nominato delegato giovanile provinciale e partecipò ai primi appuntamenti politici di livello nazionale. Nell'autunno del 1946 incontrò don Luigi Sturzo, pregandolo di intervenire a favore del mantenimento di Pola all'Italia.
Cominciò inoltre a collaborare con il quotidiano filoitaliano «L'Arena di Pola», fondato dal locale Comitato di liberazione nazionale, organizzatosi clandestinamente durante l'occupazione jugoslava. Inaugurò nel contempo un giornale indirizzato ai giovani e intitolato «Democrazia», su ispirazione dell'omonima testata dei neoguelfi milanesi di Piero Malvestiti.

### L'esodo a Trieste
Nonostante la sua famiglia avesse lasciato Pola nel gennaio del 1947 nell'ambito dell'esodo istriano, scelse di rimanere assieme alle persone che lavoravano alle operazioni di abbandono della città. A febbraio assunse per breve tempo la direzione de «L'Arena di Pola». Pochi mesi dopo partì a sua volta da Pola e trovò ospitalità presso l'opera assistenziale fondata a Trieste da don Marzari all'interno di Palazzo Vivante. Visse per diversi mesi nella struttura, che accoglieva giovani profughi istriani, anche allo scopo di fornire loro una formazione civile di ispirazione cattolico democratica. Dopo aver lasciato Palazzo Vivante, si sposò nel 1950 con Laura Gasparo, dalla quale ebbe sei figli.

### La professione
Dopo aver conseguito la maturità classica, interruppe gli studi universitari per intraprendere la professione di giornalista. A Trieste venne assunto dal quotidiano di area democristiana «Ultimissime» e, dal 1952 al 1957, fu tra i principali redattori del settimanale diocesano Vita Nuova. Fra anni cinquanta e sessanta, fu caporedattore dell'edizione triestina de «Il Gazzettino», in quegli anni su posizioni vicine alla Dc. Collaborò inoltre con la Rai e con alcune testate nazionali. Fu direttore politico del quotidiano «Il Popolo» dal 1976 al 1980 e del settimanale «La Discussione» dal 1980 al 1982. La sua attività lo portò a intrecciare spesso impegno politico e professione giornalistica.

### La politica
Si iscrisse alla Democrazia Cristiana di Trieste appena giunto in città e, dal 1949, ricoprì il ruolo di dirigente del partito, facendo parte del comitato provinciale dal 1952 in poi e occupandosi dell'ufficio Spes (sezione propaganda e stampa). Fu tra i pochi dirigenti triestini a sostenere la linea di Giuseppe Dossetti e, nella seconda metà degli anni cinquanta, si distinse come uno dei membri più in vista di Iniziativa democratica. Nel 1957 guidò la cosiddetta «scalata dei trentenni», che realizzò il ricambio politico e generazionale della Dc giuliana. Fu segretario provinciale dal maggio 1957 al giugno 1962 e ricoprì il ruolo di vicesegretario nel biennio successivo. Fu inoltre designato nell'esecutivo regionale del partito. Nelle vesti di segretario seguì da vicino la stesura dello Statuto speciale della regione autonoma Friuli-Venezia Giulia, varato nel 1963 dopo difficili trattative fra le sedi provinciali della Dc di Trieste, Udine e Gorizia.
Cessata l'esperienza di Iniziativa democratica, aderì alla corrente dei dorotei. All'interno del raggruppamento strinse un rapporto di stretta fiducia con Aldo Moro e Benigno Zaccagnini, di cui sostenne le posizioni di centro-sinistra. Fece parte del consiglio nazionale della Dc dal 1959 al 1963 e vi rientrò nel 1969. Nel 1973 venne nominato nella direzione nazionale, unico democristiano triestino a entrare in questo organo.

### L'attività parlamentare
Venne eletto parlamentare della Democrazia Cristiana per quattro legislature, dal 1963 al 1979. Fece parte delle commissioni Affari costituzionali, Giustizia e Trasporti. Fu membro della commissione per la ricostruzione del Friuli terremotato e di quella per l'applicazione del trattato di Osimo. Ricoprì inoltre l'incarico di sottosegretario al Commercio con l'estero dal 1970 al 1972. 
Nel corso dell'attività parlamentare presentò diverse proposte di legge per superare le emergenze ereditate da Trieste dopo la guerra: proroga delle assunzioni obbligatorie dei profughi istriani, riconoscimento di indennizzi alle navi giuliane distrutte durante il conflitto, norme relative agli stipendi e alle pensioni degli ex dipendenti del governo militare alleato, edilizia popolare per gli esuli. Si adoperò per l'approvazione di alcuni interventi economici in favore di Trieste: istituzione dell'Ente autonomo del porto, aumento delle dotazioni del Fondo di rotazione per le iniziative economiche, norme relative all'impianto di nuove industrie e infrastrutture (nuovo bacino di carenaggio e galleria ferroviaria di circonvallazione), richiesta di riduzione delle imposte sulla città e di contributi straordinari a favore delle attività portuali. Seguì inoltre l'avvio di importanti istituzioni scientifiche (Centro internazionale di fisica teorica, Area science park, Scuola internazionale superiore di studi avanzati) e fu promotore della mai applicata legge per la creazione di una riserva naturale sul Carso triestino. Si adoperò per l'ottenimento di provvedimenti a favore delle scuole e degli enti culturali di lingua slovena presenti a Trieste. Si impegnò infine sulla legge di ratifica degli accordi di Osimo.

### Le posizioni
Sebbene molto giovane, fu tra i locali leader della corrente dossettiana della Dc di Trieste, al cui interno militarono quasi tutti i protagonisti del ricambio politico e generazionale verificatosi nel 1957. Il gruppo, appartenente alla terza generazione democristiana, puntava a rinnovare la strategia condotta dal partito negli anni della difesa dell'italianità di Trieste (1945-1954). I cosiddetti «trentenni» capitanati da Belci adattarono i principi del centro-sinistra al contesto triestino: autonomia del laicato e ripresa del cattolicesimo democratico; rivalutazione dell'antifascismo, rifiuto di alleanze conservatrici e graduale apertura a sinistra in chiave anticomunista; fine delle richieste di revisione della frontiera, «normalizzazione» politica, amministrativa ed economica del territorio; patriottismo democratico, riconoscimento dei diritti della minoranza slovena e costruzione di rapporti di collaborazione fra italiani e sloveni non comunisti.
Questa strategia ebbe due momenti caratterizzanti. Nel 1965 il cosiddetto «caso Hreščak», ovvero l'ingresso nella giunta comunale di Trieste di un assessore socialista sloveno, sostenitore in passato dell'annessione della città alla Jugoslavia. Il secondo passaggio fu la stipula del Trattato di Osimo, perseguita tanto dal governo quanto dalla segreteria «morotea» della Dc triestina e difesa in parlamento dallo stesso Belci.

### Gli ultimi anni
Dopo la lunga esperienza di parlamentare, sottosegretario e direttore dei giornali organi della DC, contribuì a fondare e presiedette il Collegio del Mondo Unito dell'Adriatico. Continuò inoltre a svolgere un'intensa attività pubblicistica. Morì a Trieste il 3 maggio 2011.

## Opere
- Trieste 1957-1962. Relazioni del segretario della Dc di Trieste e dell'Istria tenute ai congressi provinciali (Ediz. Documenti, 1963)
- Una legge per il Carso (Tipografia Villaggio del fanciullo, 1968)
- Trieste, memorie di trent'anni (1945-1975) (Morcelliana, 1989)
- Zaccagnini (Morcelliana, 1991)
- Gianni Bartoli (Studio Tesi, 1992)
- Quel confine mancato. La linea Wilson (1919-1945) (Morcelliana, 1996)
- Gli uomini di De Gasperi a Trieste (Morcelliana, 1998)
- Nona Marieta (Lint, 1998)
- Franco Salvi. I sentieri della coerenza (Morcelliana, 2000)
- Il libro della bora (Lint, 2002)
- C. Belci, A. Cuffaro, F. Russo, Una vita per la democrazia: Aldo Moro. 25 anni dopo (Global Print, 2004)
- C. Belci, G. Bodrato, 1978. Moro, la Dc, il terrorismo (Morcelliana, 2006).
- Quei giorni di Pola (Leg, 2007)
- Corrado Belci, Leonilde Iotti, Giovanni Spadolini e Achille Silvestrini  (prefazione), Zaccagnini : vita e pensieri, Leggere la storia, Gorizia, Libreria Editrice Goriziana, 2009,  pp. 218, XVI, LCCN 2009478607, OCLC 800520533. URL consultato il 25 maggio 2020 (archiviato il 19 maggio 2020).